# Astronomische Nachrichten
Astronomische Nachrichten (Astronomical Notes, nach ISO 4 abgekürzt Astron. Nachr.) ist der Titel der ältesten noch existierenden astronomischen Fachzeitschrift der Welt. Heute erscheinen von der in Altona gegründeten Zeitschrift zehn Ausgaben pro Jahr auf Englisch mit einem Schwerpunkt in der beobachtenden und theoretischen Astrophysik.
Begründet wurde das Medium 1821 von Heinrich Christian Schumacher, der die eingehenden Beiträge in der vom Verfasser gewählten Sprache – überwiegend Deutsch, oft Englisch, seltener Französisch oder Italienisch – veröffentlichte. Von 1974 bis 1990 erschienen die Beiträge in der Regel in Deutsch oder Englisch.
Zum aktuellen Themenbogen gehören die Sonnenphysik, extragalaktische Fragen, die Kosmologie, sowie Themen zur Instrumentierung und verwandter Belange der Geophysik. Numerische Methoden mit Bezug zur Astronomie, die häufig in Zusammenhang mit Supercomputern stehen, finden ebenfalls Aufnahme.
Zu den Bibliotheken, die lückenlose Bestände besitzen, gehören das Astrophysikalische Institut Potsdam, die Archenhold-Sternwarte Berlin-Treptow, das Astronomische Rechen-Institut Heidelberg und die Universitätsbibliothek München.

## Geschichte

### Gründung

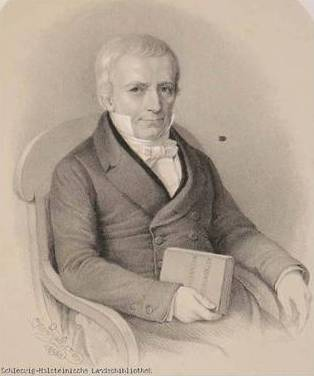
Heinrich Christian Schumacher, Gründer und erster Herausgeber der Astronomischen Nachrichten

Um 1820 gab es in Deutschland keine Fachzeitschrift mehr, die sich schwerpunktmäßig mit Astronomie und Mathematik befasste. In der wissenschaftlichen Gemeinschaft wurde das Fehlen eines einschlägigen Organs als großer Mangel empfunden, weil die Kommunikation unter den Wissenschaftlern und die Verbreitung aktueller Nachrichten stark erschwert wurde.
In dieser Situation konfrontierte der dänische Finanzminister Johann Sigismund von Mösting seinen Altonaer Landsmann Heinrich Christian Schumacher mit dem Angebot, eine astronomische Zeitschrift unter dem Patronat des dänischen Königs Christian VIII. herauszugeben und durch die Staatskasse zu finanzieren. Nachdem die astronomischen Koryphäen Bessel, Gauß und Olbers ihrem Freund Schumacher versicherten, ihn mit Beiträgen für die neue Zeitschrift zu unterstützen, beschloss er schließlich, neben seiner Tätigkeit als Direktor der Altonaer Sternwarte die Bürde eines Zeitschriftenherausgebers auf sich zu nehmen.
Im Juni 1821 unterrichtete Schumacher die Öffentlichkeit in einem Zirkular über seine Absicht, die Astronomischen Nachrichten herauszugeben:

„Durch höhere Unterstützung bin ich in den Stand gesetzt, den Astronomen und Mathematikern einen Weg zur schnellen Verbreitung wissenschaftlicher Arbeiten und Nachrichten anzubieten.“

Die Zeitschrift sollte „Beobachtungen, Nachrichten, Anzeigen von Büchern und sonstige kürzere Mitteilungen meiner astronomischen Freunde“ enthalten, die Schumacher um ihre „tätige Mitwirkung“ durch die briefliche Zusendung ihrer Beiträge ersuchte. Sobald genügend Stoff beisammen sei, sollte ein Heft im Umfang eines Bogens (8 Seiten mit 16 Spalten) versendet und 24 Hefte zu einem Band zusammengefasst werden.

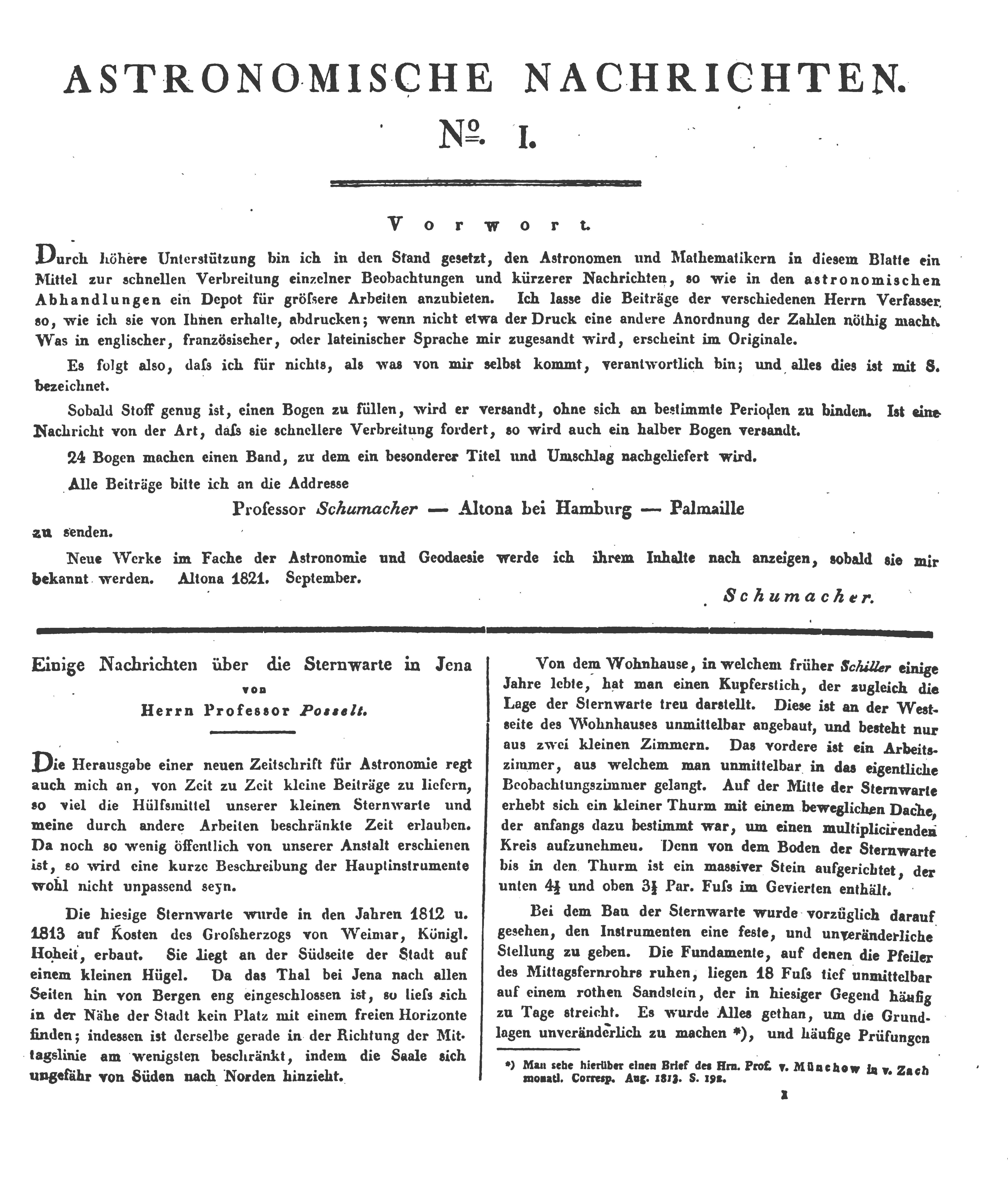
Titelseite von Heft 1 der Astronomischen Nachrichten. September 1821

Schumacher eröffnete die Astronomischen Nachrichten im September 1821 mit Heft Nr. 1, das eine leicht geänderte Fassung des Zirkulars als Vorwort enthielt. In den Folgemonaten erschienen bis November 1822 monatlich kein, ein oder mehrere Hefte, je nachdem wann ein Bogen gefüllt war. Nach der Ausgabe von Heft 24 wurde im Januar 1823 Band 1 abgeschlossen (siehe Titelbild). Schumacher selbst steuerte eine ganze Reihe von Beiträgen bei, und seine Freunde Bessel, Gauß und Olbers hielten ihr Versprechen und bereicherten die Zeitschrift mit ihren Beiträgen. Im Übrigen enthielt der erste Band Beiträge von vielen anderen namhaften Wissenschaftlern.
Die Astronomischen Nachrichten erschienen in der Regel mit jährlich ein oder mehreren Bänden. Schumacher gab von 1821 bis zu seinem Tod 1850 31 Bände heraus. Die Autoren kamen aus fast allen europäischen Ländern und aus den USA, und ihre Einsendungen wurden in Deutsch, Englisch, Französisch und Italienisch abgedruckt. Die Einsendungen bestanden aus Briefen mit Beobachtungen, Nachrichten und anderen Mitteilungen von Schumachers Korrespondenten. Binnen kurzer Zeit entwickelten sich die Astronomischen Nachrichten zum führenden Kommunikationsorgan der Astronomen und Mathematiker.
In der ersten Hälfte des 19. Jahrhunderts wurden weitere astronomische Zeitschriften gegründet. Ab 1827 erschienen in England die Monthly Notices of the Royal Astronomical Society. 1850 begründete Benjamin A. Gould in den USA nach dem Vorbild der Astronomischen Nachrichten das Astronomical Journal. Beide Zeitschriften existieren wie die Astronomischen Nachrichten noch heute.

### Übergang
Schumacher starb am 28. Dezember 1850. Nach seinem Tod begann eine fünfjährige Übergangszeit mit wechselnden Herausgebern. Adolph Cornelius Petersen, der seit 1825 als Assistent und Observator für Schumacher gearbeitet hatte, folgte diesem nach als interimistischer Direktor der Sternwarte und als Herausgeber der Astronomischen Nachrichten. Band 31 war noch von Schumacher vorbereitet und durch Petersen herausgegeben worden. Schumachers Wunsch, dass Petersen und Peter Andreas Hansen nach seinem Ableben die Astronomischen Nachrichten herausgeben sollten, konnte erst mit Band 33 erfüllt werden, da Petersen auf Grund der gebotenen Eile den Band 32 allein herausgeben musste. Die gemeinschaftliche Herausgeberschaft von Petersen und Hansen währte nur zwei Jahre, da Petersen bereits Anfang 1854 starb. Hansen gab noch offiziell Band 38 allein heraus, Band 39 erschien ohne Herausgebervermerk.

### Ab 1855
Von 1855 bis 1880 war Christian August Friedrich Peters 25 Jahre lang Direktor der Sternwarte und Herausgeber der Zeitschrift. Unter seiner Leitung erfuhren die Astronomischen Nachrichten allerdings einen deutlichen Qualitätsverlust, da sich Peters mit etlichen Astronomen überwarf und die Zeitschrift von vielen Autoren gemieden wurde. Nach dem Deutsch-Dänischen Krieg 1864 wurde die Auflösung der Altonaer Sternwarte in die Wege geleitet und bis 1872 nach Kiel verlegt, wo Peters wieder Direktor der Sternwarte wurde und die Astronomischen Nachrichten fortführte.
Nach Peters’ Tod ging die Zeitschrift in den Besitz der Preußischen Regierung über. Sie übertrug die Fachaufsicht über die Zeitschrift der Astronomischen Gesellschaft. Auf Peters folgte Adalbert Krueger als Direktor der Sternwarte und Herausgeber der Astronomischen Nachrichten. 1896 starb Krueger, und Heinrich Kreutz übernahm die Herausgabe bis zu seinem Tod 1907.

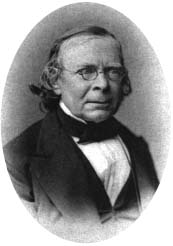
Christian August Friedrich Peters
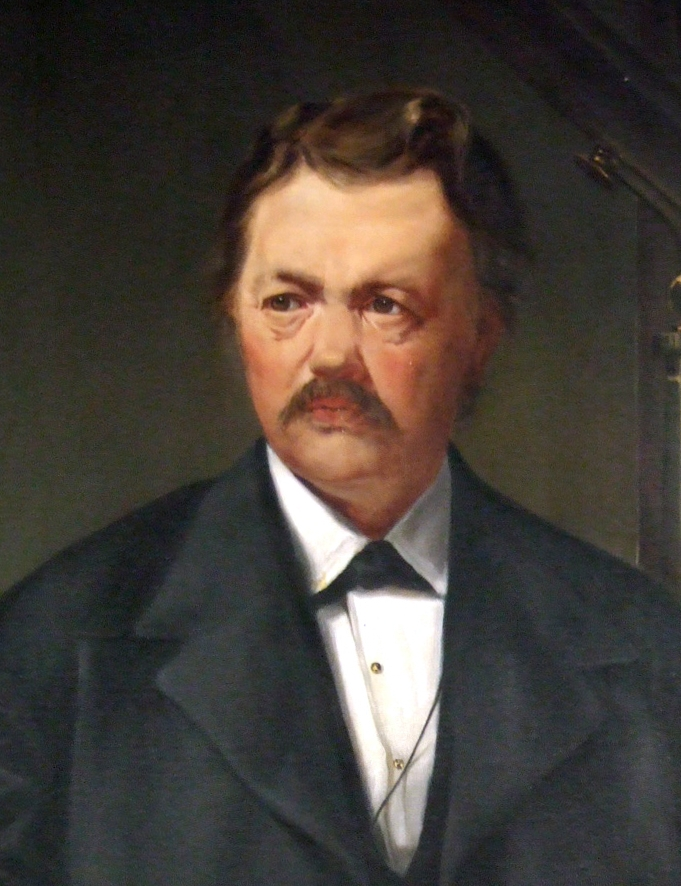
Adalbert Krueger
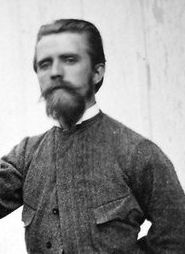
Hermann Kobold

### Ab 1907
Hermann Kobold folgte 1907 Heinrich Kreutz als Herausgeber und füllte diese Funktion 31 Jahre lang bis 1938 aus. Während des Ersten Weltkriegs erschienen die Astronomischen Nachrichten ohne Unterbrechung weiter. 1921 erschien als Beilage zu Band 214 die „Jubiläumsnummer zum hundertjährigen Bestehen“ der Astronomischen Nachrichten. 1938 übergab der 80-jährige Kobold die Herausgeberschaft an das Astronomische Recheninstitut in Berlin-Dahlem. Ab 1939, Band 269, wurde von der Spaltenzählung auf Seitenzählung umgestellt. Im Zweiten Weltkrieg erschienen die Astronomischen Nachrichten bis Band 274 im Jahr 1943.
1947 wurde die Herausgabe der Zeitschrift im Auftrage der Deutschen Akademie der Wissenschaften in Berlin in der DDR wieder aufgenommen. Herausgeber war bis 1951 Hans Kienle, der Direktor des Astrophysikalischen Observatoriums in Potsdam, unterstützt von Johann Wempe als Schriftleiter. Ab 1951 bis 1972 war Wempe 21 Jahre lang Herausgeber der Astronomischen Nachrichten. Ab 1974, Band 295, wurden die Astronomischen Nachrichten nicht mehr von Einzelpersonen herausgegeben. An die Stelle des Herausgebers trat ein Redaktionskollegium, später Editoral Board genannt. Ab 1991, Band 312, wurde als Herausgeber das Zentralinstitut für Astrophysik angegeben.
Von 1974 bis 1990 erschienen die Beiträge der Zeitschrift in Deutsch oder Englisch, danach nur noch in Englisch. Ab 2005, Band 326, trägt die Zeitschrift den Titel Astronomical Notes und den Untertitel Astronomische Nachrichten. Die Zeitschrift erscheint seit 2016 als Online-Version, kann aber über Print on Demand auch als Druckversion bezogen werden.

## Herausgeber bis 1972
| Band    | Jahr      | Herausgeber                                                        |
| ------- | --------- | ------------------------------------------------------------------ |
| 1–31    | 1821–1851 | Heinrich Christian Schumacher                                      |
| 32      | 1851      | Adolph Cornelius Petersen                                          |
| 33–37   | 1852–1854 | Adolph Cornelius Petersen und Peter Andreas Hansen                 |
| 38      | 1854      | Peter Andreas Hansen                                               |
| 39      | 1855      | keine Angabe                                                       |
| 40–96   | 1855–1880 | Christian August Friedrich Peters                                  |
| 97      | 1880      | Christian August Friedrich Peters, Carl Friedrich Wilhelm Peters   |
| 98–99   | 1881      | Carl Friedrich Wilhelm Peters                                      |
| 100–139 | 1881–1896 | Adalbert Krueger                                                   |
| 140     | 1896      | Adalbert Krueger, Heinrich Kreutz                                  |
| 141–174 | 1896–1907 | Heinrich Kreutz                                                    |
| 175     | 1907      | Heinrich Kreutz, Hermann Kobold                                    |
| 176–266 | 1908–1938 | Hermann Kobold                                                     |
| 267     | 1938      | Hermann Kobold, Astronomisches Recheninstitut                      |
| 268–274 | 1939–1943 | Astronomisches Recheninstitut, Name 1939–1944: Kopernikus-Institut |
| 275–279 | 1947–1951 | Hans Kienle                                                        |
| 280–294 | 1951–1972 | Johann Wempe                                                       |

## Online-Zugang
- Der Wiley-VCH Verlag bietet einen kostenpflichtigen Online-Zugang zu allen Ausgaben der Astronomischen Nachrichten.[5] Es können nur einzelne Artikel, nicht jedoch ganze Bände heruntergeladen werden. Die Kostenpflicht besteht auch für die urheberrechtsfreien Bände.
- Einen kostenlosen Zugang zu den urheberrechtsfreien Bänden bieten Google Books und das Münchener Digitalisierungszentrum (MDZ).[6] Für die Bände 1–240 erschienen Generalregister für jeweils 20 bis 40 Bände, die von Band 1–60 online verfügbar sind.[7]
- Die Digitalbibliothek Astrophysics Data System bietet über ein Suchformular den kostenfreien Zugang zu ausgewählten Artikeln der Astronomischen Nachrichten.[8] Durch Angabe des Jahres oder Bandes der Zeitschrift wird eine Liste aller verfügbaren Artikel eines Jahrs oder Bands angezeigt.